# Toller Cranston
Toller Shalitoe Montague Cranston (Hamilton, 20 aprile 1949 – San Miguel de Allende, 24 gennaio 2015) è stato un pattinatore artistico su ghiaccio canadese, specializzato nel singolo.

## Palmarès
| Internazionali               | Internazionali | Internazionali | Internazionali | Internazionali | Internazionali | Internazionali | Internazionali | Internazionali | Internazionali | Internazionali | Internazionali |
| Evento                       | 1962–63        | 1963–64        | 1967–68        | 1968–69        | 1969–70        | 1970–71        | 1971–72        | 1972–73        | 1973–74        | 1974–75        | 1975–76        |
| ---------------------------- | -------------- | -------------- | -------------- | -------------- | -------------- | -------------- | -------------- | -------------- | -------------- | -------------- | -------------- |
| Giochi olimpici invernali    |                |                |                |                |                |                | 9°             |                |                |                | 3°             |
| Campionati mondiali          |                |                |                |                | 13°            | 11°            | 5°             | 5°             | 3°             | 4°             | 4°             |
| North American Championships |                |                |                | 6°             |                | 2°             |                |                |                |                |                |
| Skate Canada                 |                |                |                |                |                |                |                |                | 1°             |                | 1°             |
| St. Gervais international    |                |                |                |                | 3°             |                |                |                |                |                |                |
| Nazionali                    |                |                |                |                |                |                |                |                |                |                |                |
| Campionati canadesi          | 3° J           | 1° J           | 4°             | 3°             | 2°             | 1°             | 1°             | 1°             | 1°             | 1°             | 1°             |
| J = Junior                   |                |                |                |                |                |                |                |                |                |                |                |